# まっぴら君
『まっぴら君』（まっぴらくん）は、加藤芳郎による日本の4コマ漫画作品。毎日新聞夕刊（夕刊のない地区は朝刊統合版）に連載された。

## 概要
1954年（昭和29年）1月5日から連載を開始。第1回はその3日前に起きた二重橋事件を取り扱っている。最初はタイトルの通り「まっぴら君」を主人公に最近の世相や社会を真っ向から斬っていたが、連載開始から1年ほどで特定の登場人物を定めずに、それを毎日日替わりでシチュエーションや登場者を変えて掲載した。
主人公は、漫画のタイトルが示すように「真平（まっぴら）御免」とのことから設定されていない。作品では、無人島に住む親子や老人がそれぞれ日々起きた時事問題についての会話ネタが多く取り上げられた。
1988年（昭和63年）2月12日に通算10000回を迎えたが、2000年代に入り加藤が健康に不安を抱え、2001年（平成13年）6月23日の掲載を最後に連載が中断され、その後2002年（平成14年）11月5日に正式に完結することが決定された。47年間で通算13615回の大河連載となった。これは連載終了当時、単一タイトルの新聞連載4コマ漫画としては歴代最長記録であった。
新聞連載漫画としては、中日新聞などブロック紙3社連合加盟の新聞に掲載された佃公彦『ほのぼの君』が通算15451回を数えたが、途中に長期のブランクやタイトル変更があった。
2021年現在、これを超える回数を持つ新聞連載4コマ漫画としては、以下のものがある。
- 『ほのぼの君』佃公彦（東京新聞、中日新聞他）1955年〜2007年 全15451回（旧『ほのぼの君』〜『ちびっこ紳士』〜新『ほのぼの君』と改題・復題しており、全てを合計した合計回数）
- 『ジャンケンポン』泉昭二（朝日小学生新聞）1969年〜2023年3月末（2013年1月17日に連載13616回で『まっぴら君』の記録を超える。16362話[1]で完結した。原作者も同年10月29日に亡くなった）
- 『まんまる団地』オダシゲ（しんぶん赤旗）1974年〜2023年現在連載中（2014年1月29日に連載13616回で『まっぴら君』の記録を超える）
- 『アサッテ君』東海林さだお（毎日新聞）1974年〜2014年 全13749回（2014年8月1日に連載13616回となり、同紙夕刊の『まっぴら君』を抜いて、子供が対象の朝日小学生新聞および政党機関紙である赤旗を除く一般全国紙4紙で最長記録を達成した。同年12月31日で連載終了）
- 『コボちゃん』植田まさし（読売新聞）1982年〜2023年現在連載中（2021年1月7日に連載13750回で『アサッテ君』の記録を超える[2]）

毎日新聞の連載漫画では、2014年（平成26年）12月31日に13749回で終了した東海林さだお『アサッテ君』（朝刊掲載）に次いで歴代最長2位の記録である。

## 単行本
- 『まっぴら君』毎日新聞社 -「傑作選」

1988年（昭和63年）の10000回達成を機に、月1冊のペースで10巻目まで刊行。